# Frankova formula
Frankova formula je ime dobila po nemackom teoreticaru Rajhardu Franku koji ju je postavio 1980. godine.Ona se koristi u krivičnom pravu kao metoda razgraničenja eventualnog umišljaja i svesnog nehata.
Naime, pošto je element svesti kod oba oblika vinosti isti, a razlika postoji u pogledu elementa volje ( kod eventualnog umišljaja učinilac pristaje na posledicu, a kod svesnog nehata on ne pristaje na nju i ne želi njeno nastupanje) postavlja se pitanje da li bi učinilac preduzeo radnju u slučaju kada bi znao da će posledica nastupiti.
Ovo je jedno od najspornijih i najkomplikovanijih pitanja kod stepenovanja krivice u krivičnom pravu.
Krivično zakonodavstvo Republike Srbije kao kriterijum razgraničenja uvodi tzv.teoriju pristajanja.
U teoriji se uglavnom koriste dve pomoćne Frankove formule.
Prva se izražava kroz hipotetičko pitanje : Kako bi se ponašao učinitelj krivičnog dela, koji je inače predvideo mogućnost nastupanja posledice kada bi znao da će ona sigurno nastupiti? Odnosno da li bi odustao ili preduzeo radnju izvršenja krivičnog dela.
U prvom slučaju pod pretpostavkom da je odustao od izvršenja postojao bi svesni nehat kao blaži oblik vinosti, u suprotnom radilo bi se o eventualnom umišljaju.
Drugi oblik Frankove formule se koristi kod instituta krivičnog prava koji se zove dobrovoljni odustanak.U tom slučaju Frankova formula ima oblik:" Mogu dovršiti krivično delo, ali neću."
Svoju praktičnu primenu Frankove formule imaju dobrim delom kod saobraćajnih delikata.